# Airasca
Airasca je obec v metropolitním městě Turín v italském regionu Piemont, asi 25 kilometrů jihozápadně od Turína.
Airasca sousedí s obcemi: Cumiana, Volvera, None, Piscina a Scalenghe.